# أرت جيمس (لاعب كرة قاعدة)
أرت جيمس (بالإنجليزية: Art James)‏ هو لاعب كرة قاعدة أمريكي، ولد في 2 أغسطس 1952 في ديترويت في الولايات المتحدة.

## وصلات خارجية
- أرت جيمس على موقعبيزبول رفرنس.كوم (الدوري الرئيسي) (الإنجليزية)